# أوتو أمين
أوتو أمين Otto Amen (22 يوليو 1912 – 24 أبريل 2011) سياسي أمريكي في ولاية واشنطن. خدم في مجلس النواب بولاية واشنطن من عام 1967 إلى عام 1983 عن الدائرة الانتخابية التاسعة.   